# 全域
| ウィキペディアには「全域」という見出しの百科事典記事はありません（タイトルに「全域」を含むページの一覧/「全域」で始まるページの一覧）。 代わりにウィクショナリーのページ「全域」が役に立つかもしれません。 |